# Natali (Vorname)
Natali ist ein weiblicher Vorname.

## Herkunft und Bedeutung
Der Name ist eine russische und ukrainische Variante von Natalie.

## Bekannte Namensträgerinnen
- Natali Dizdar (* 1984), kroatische Sängerin
- Natali Seelig (* 1970), deutsche Schauspielerin